# Murueta
Murueta és un municipi de la província de Biscaia, País Basc, pertanyent a la comarca de Busturialdea-Urdaibai. Aquest municipi es troba en el cor de la Reserva de la Biosfera d'Urdaibai. La principal empresa del municipi és Astilleros de Murueta, s. a., que es dedica a la construcció de pesquers i mercants de fins a 130 metres d'eslora i està especialitzada en vaixells congeladors dedicats a la pesca de la tonyina. Murueta també és un barri del municipi d'Orozko

## Topònim
Murueta és un topònim que pot traduir-se com lloc del "muru", de la paraula basca muru i el sufix locatiu basc -eta. Muru és una paraula ja arcaïca del basc, que sembla provenir en última instància del llatí murus i que tenia probablement el mateix significat que mur, muralla. Existeixen bastants llocs del País Basc i Navarra els topònims del qual són del tipus descriptiu i estan composts per muru (Muruzabal, Muruarte de Reta, Muru-Astrain, Murugarren, Murua, ...) i entre aquests aquesta la localitat de Murueta.
Existeixen barris anomenats Murueta a Abadiño i Orozko. S'especula que aquestes localitats van poder tenir antigament en comuna que complissin algun tipus de funció defensiva i/o arribessin a estar emmurallades. Solen ser no obstant això, localitats petites, i sense aparents construccions defensives. En la toponímia espanyola és habitual trobar petits pobles o despoblats que es denominen Murillo, i els topònims bascos formats per Muru en podrien ser anàlegs.